# Aristomenes z Rodos
Aristomenes z Rodos (gr. Ἀριστομένης) – starożytny grecki atleta pochodzący z wyspy Rodos, olimpijczyk.
Na igrzyskach olimpijskich w 156 roku p.n.e. powtórzył wcześniejszy wyczyn Kaprosa z Elidy, odnosząc bardzo rzadkie jednoczesne zwycięstwo w pankrationie i zapasach. Uzyskał w ten sposób prestiżowy tytuł paradoksonikes, który w całej historii starożytnych olimpiad udało się zdobyć tylko siedmiu atletom.